# Bande molletière

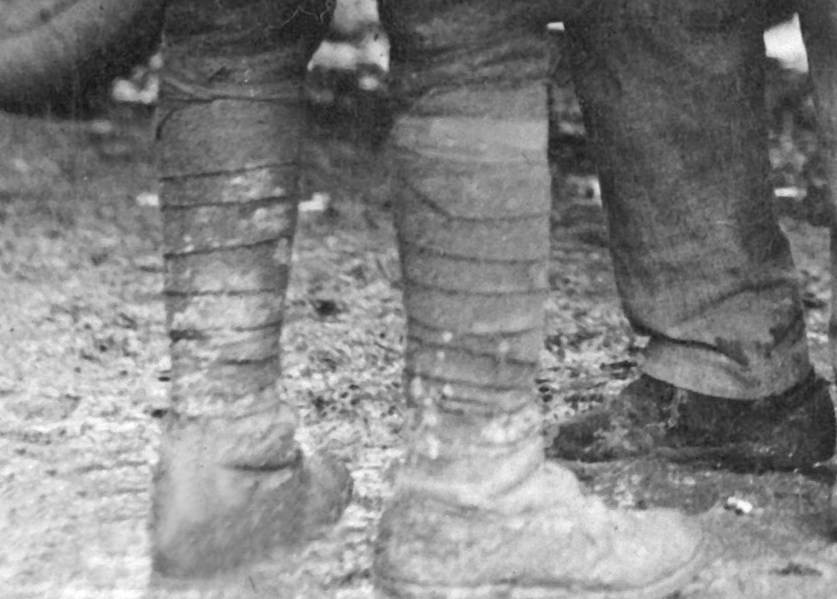
Jambes d'un soldat de la Première Guerre mondiale.

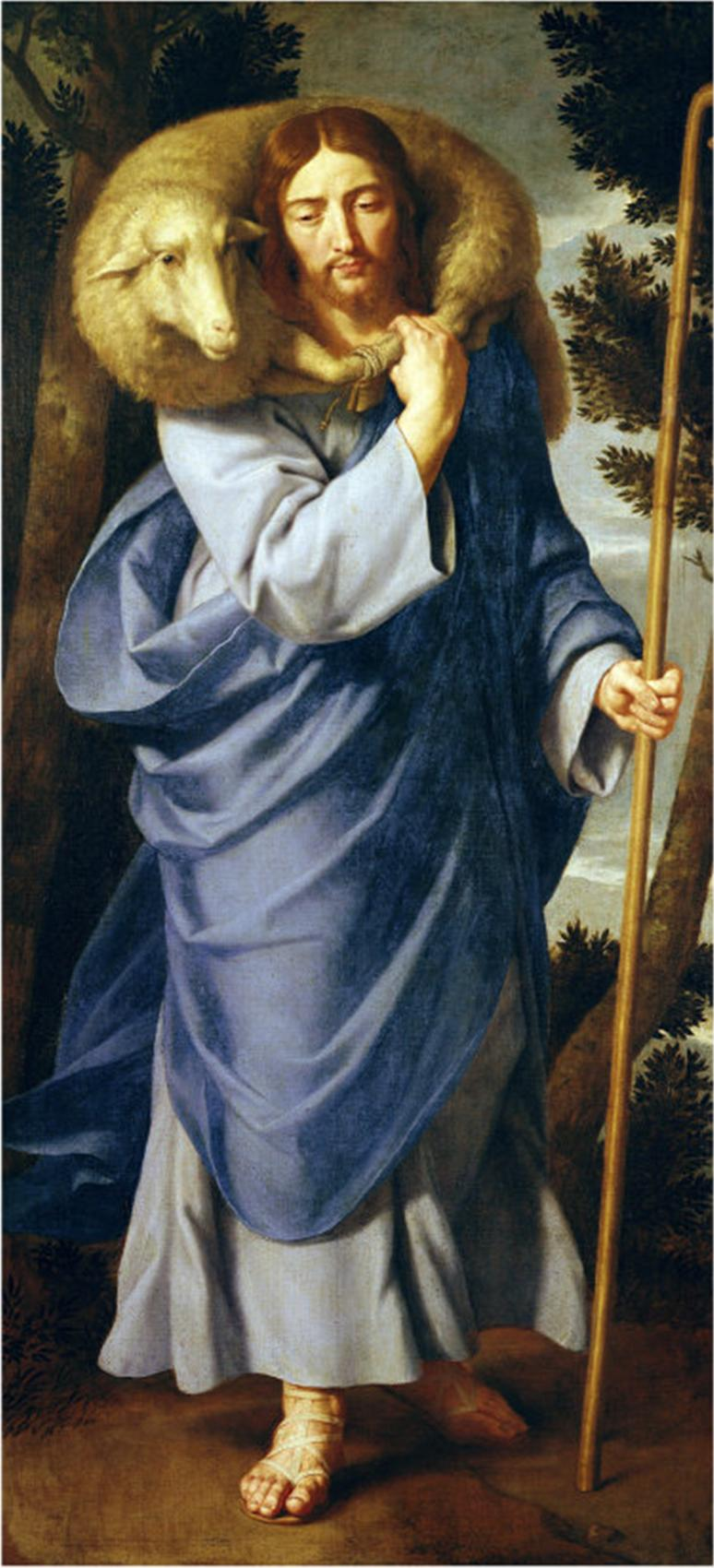
Le Bon-Pasteur de Jean-Baptiste de Champaigne.

Une bande molletière est un ruban de tissu qui entoure les mollets, de la cheville au genou, et qui fut notamment porté par les soldats. Elle protège la jambe et remplace avantageusement les bottes, en évitant l'entrée de la terre ou de la boue lorsqu'on rampe, sans aggraver la pénurie de cuir, principale matière première nécessaire à la fabrication des bottes. 
Leur mise en place est rapide (30 secondes pour un montage croisé avec un peu d'entraînement) et, lorsqu'elles sont correctement ajustées, leur effet de contention permet de mieux supporter de longues stations debout.
Néanmoins, elles se gorgent d'eau en terrain humide et en cas de pluie.

## Historique
L'usage de bandes molletières (fasciae crurales) est attesté  dans l'Empire romain.
Notamment utilisées pendant la Première Guerre mondiale, elles l'étaient au moins depuis la fin du XIXe siècle par les Britanniques dans les provinces de l'Empire des Indes.